# Gran Premi de Turquia del 2009
El Gran Premi de Turquia de Fórmula 1 de la Temporada 2009 s'ha disputat al circuit d'Istambul Park, el 7 de juny del 2009.

## Qualificacions del dissabte
| Pos | N. | Nom                  | Equip                  | Q1       | Q2       | Q3       | Graella |
| --- | -- | -------------------- | ---------------------- | -------- | -------- | -------- | ------- |
| 1   | 15 | Sebastian Vettel     | Red Bull - Renault     | 1:27.330 | 1:27.016 | 1:28.316 | 1       |
| 2   | 22 | Jenson Button        | Brawn - Mercedes       | 1:27.355 | 1:27.230 | 1:28.421 | 2       |
| 3   | 23 | Rubens Barrichello   | Brawn - Mercedes       | 1:27.371 | 1:27.418 | 1:28.579 | 3       |
| 4   | 14 | Mark Webber          | Red Bull - Renault     | 1:27.466 | 1:27.416 | 1:28.613 | 4       |
| 5   | 9  | Jarno Trulli         | Toyota                 | 1:27.529 | 1:27.195 | 1:28.666 | 5       |
| 6   | 4‡ | Kimi Raikkonen       | Ferrari                | 1:27.556 | 1:27.387 | 1:28.815 | 6       |
| 7   | 3‡ | Felipe Massa         | Ferrari                | 1:27.508 | 1:27.349 | 1:28.858 | 7       |
| 8   | 7  | Fernando Alonso      | Renault                | 1:27.988 | 1:27.473 | 1:29.075 | 8       |
| 9   | 16 | Nico Rosberg         | Williams - Toyota      | 1:27.517 | 1:27.418 | 1:29.191 | 9       |
| 10  | 5  | Robert Kubica        | BMW Sauber             | 1:27.788 | 1:27.455 | 1:29.357 | 10      |
| 11  | 6  | Nick Heidfeld        | BMW Sauber             | 1:27.795 | 1:27.521 |          | 11      |
| 12  | 17 | Kazuki Nakajima      | Williams - Toyota      | 1:27.691 | 1:27.629 |          | 12      |
| 13  | 10 | Timo Glock           | Toyota                 | 1:28.160 | 1:27.795 |          | 13      |
| 14  | 2‡ | Heikki Kovalainen    | McLaren - Mercedes     | 1:28.199 | 1:28.207 |          | 14      |
| 15  | 20 | Adrian Sutil         | Force India - Mercedes | 1:28.278 | 1:28.391 |          | 15      |
| 16  | 1‡ | Lewis Hamilton       | McLaren - Mercedes     | 1:28.318 |          |          | 16      |
| 17  | 8  | Nelsinho Piquet      | Renault                | 1:28.582 |          |          | 17      |
| 18  | 12 | Sébastien Buemi      | Toro Rosso - Ferrari   | 1:28.708 |          |          | 18      |
| 19  | 21 | Giancarlo Fisichella | Force India - Mercedes | 1:28.717 |          |          | 19      |
| 20  | 11 | Sébastien Bourdais   | Toro Rosso - Ferrari   | 1:28.918 |          |          | 20      |

## Resultats de la cursa
| Pos. | N. | Pilot                | Equip                  | Voltes | Temps/ Retir.    | Pos. de sort. | Punts |
| ---- | -- | -------------------- | ---------------------- | ------ | ---------------- | ------------- | ----- |
| 1    | 22 | Jenson Button        | Brawn - Mercedes       | 58     | 1h 26’ 24. 848   | 2             | 10    |
| 2    | 14 | Mark Webber          | Red Bull - Renault     | 58     | + 6.714 s        | 4             | 8     |
| 3    | 15 | Sebastian Vettel     | Red Bull - Renault     | 58     | + 7.461 s        | 1             | 6     |
| 4    | 9  | Jarno Trulli         | Toyota                 | 58     | + 27.843 s       | 5             | 5     |
| 5    | 16 | Nico Rosberg         | Williams - Toyota      | 58     | + 31.539 s       | 9             | 4     |
| 6    | 3  | Felipe Massa         | Ferrari                | 58     | + 39.996 s       | 7             | 3     |
| 7    | 5  | Robert Kubica        | BMW Sauber             | 58     | + 46.247 s       | 10            | 2     |
| 8    | 10 | Timo Glock           | Toyota                 | 58     | + 46.959 s       | 13            | 1     |
| 9    | 4  | Kimi Räikkönen       | Ferrari                | 58     | + 50.246 s       | 6             |       |
| 10   | 7  | Fernando Alonso      | Renault                | 58     | + 1’ 02.420 min. | 8             |       |
| 11   | 6  | Nick Heidfeld        | BMW Sauber             | 58     | + 1’ 04.327 min. | 11            |       |
| 12   | 17 | Kazuki Nakajima      | Williams - Toyota      | 58     | + 1’ 06.376 min. | 12            |       |
| 13   | 1  | Lewis Hamilton       | McLaren - Mercedes     | 58     | + 1’ 20.454 min. | 16            |       |
| 14   | 2  | Heikki Kovalainen    | McLaren - Mercedes     | 57     | + 1 Volta        | 14            |       |
| 15   | 12 | Sebastien Buemi      | Toro Rosso - Ferrari   | 57     | + 1 Volta        | 18            |       |
| 16   | 8  | Nelsinho Piquet      | Renault                | 57     | + 1 Volta        | 17            |       |
| 17   | 20 | Adrian Sutil         | Force India - Mercedes | 57     | + 1 Volta        | 15            |       |
| 18   | 11 | Sébastien Bourdais   | Toro Rosso - Ferrari   | 57     | + 1 Volta        | 20            |       |
| Ret  | 23 | Rubens Barrichello   | Brawn - Mercedes       | 47     | Caixa canvi      | 3             |       |
| Ret  | 21 | Giancarlo Fisichella | Force India - Mercedes | 4      | Frens            | 19            |       |

"‡" indica que el cotxe munta el kers

## Altres
- Pole: Sebastian Vettel 1' 28. 316
- Volta ràpida: Jenson Button 1' 27. 579 (a la volta 40)

| Anterior G.P.: Gran Premi de Mònaco del 2009  | FIA 2009 Fórmula 1 Campionat mundial | Següent G.P.: Gran Premi de Gran Bretanya del 2009 |
| Anterior G.P.: Gran Premi de Turquia del 2008 | Gran Premi de Turquia                | Següent G.P.: Gran Premi de Turquia del 2010       |